# Transzferár
A legtöbb gazdasági ügylet árát a piac alakítja ki, ezáltal a független felek között létrejön a piaci ár, mely mindig változó, ezt hívjuk szokásos piaci árnak.
Vannak azonban olyan ügyletek, amelynek a szereplői egymástól nem függetlenek. Ilyen esetben előfordulhat, hogy egymás között nem a piaci árat alkalmazzák, hanem annál magasabb vagy alacsonyabb értéken kereskednek egymással. Ezt nevezzük elszámolói árnak vagy transzferárnak.
Kik a nem független vállalkozások? Olyan vállalkozások elsősorban, amelyek egymásban tulajdoni részesedéssel rendelkeznek. Nézzünk erre néhány példát:
- két vagy több cégben ugyanaz a tulajdonos személye vagy ugyanaz a tulajdonosi kör
- egyik vállalkozásban a másik vállalkozás többségi tulajdonnal rendelkezik
- a belföldi társaságnak külföldi anyavállalata van
- egy külföldi cég magyarországi fióktelepe

A megfelelő tulajdonosi arány esetén ezeket a társaságokat kapcsolt vállalkozásoknak hívjuk. A kapcsolt vállalkozások közötti ügyleteknél az ár eltérhet a piaci ártól, például egy külföldi termelő cég a belföldi leányvállalatának 30%-os árengedménnyel értékesíti a terméket, amit a belföldi leánycég 100%-os áron ad tovább belföldön.
Ilyen és hasonló eseteknél a két fél között alkalmazott árat hívjuk transzferárnak. A transzferárakkal befolyásolni lehet a részt vevő cégek eredményét, ezáltal a keletkező fizetendő adó összegét is.

## Kapcsolt vállalkozások között alkalmazott árak módosítása

### Jogszabályi háttér
Amennyiben a kapcsolt vállalkozások egymás közötti szerződésükben, megállapodásukban (általános forgalmi adó nélkül számítva) magasabb vagy alacsonyabb ellenértéket alkalmaznak annál, mint amilyen ellenértéket független felek összehasonlítható körülmények esetén egymás között érvényesítenek vagy érvényesítenének (a továbbiakban: szokásos piaci ár), a szokásos piaci ár és az alkalmazott ellenérték alapján számított különbözetnek megfelelő összeggel az adózó - az e törvényben előírt más, az adózás előtti eredményt növelő vagy csökkentő jogcímektől függetlenül - adózás előtti eredményét
a) csökkenti, feltéve, hogy
aa) az alkalmazott ellenérték következtében adózás előtti eredménye nagyobb, mint a szokásos piaci ár alkalmazása mellett lett volna, és
ab) a vele szerződő kapcsolt vállalkozás belföldi illetőségű adózó, vagy olyan külföldi személy (az ellenőrzött külföldi társaság kivételével), amely az illetősége szerinti állam jogszabályai szerint társasági adónak megfelelő adó alanya, valamint
ac) rendelkezik a másik fél által is aláírt okirattal, amely tartalmazza a különbözet összegét;
b) növeli (kivéve, ha vele magánszemély nem egyéni vállalkozóként kötött szerződést), ha az alkalmazott ellenérték következtében adózás előtti eredménye kisebb, mint a szokásos piaci ár mellett lett volna.

### Szokásos piaci ár meghatározása
A szokásos piaci árat a következő módszerek valamelyikével kell meghatározni:
a) összehasonlítható független árak módszerével, amelynek során a szokásos piaci ár az az ár, amelyet független felek alkalmaznak az összehasonlítható eszköz vagy szolgáltatás értékesítésekor a gazdaságilag összehasonlítható piacon;
b) viszonteladási árak módszerével, amelynél a szokásos piaci ár az eszköznek, szolgáltatásnak független felek felé, változatlan formában történő értékesítése során alkalmazott ár, csökkentve a viszonteladó költségeivel és a szokásos haszonnal;
c) költség és jövedelem módszerrel, amelynek során a szokásos piaci árat az önköltség szokásos haszonnal növelt értékében kell meghatározni;
d) egyéb módszer alapján, ha a szokásos piaci ár az a)-c) pontokban foglaltak alapján nem határozható meg.

### Mentességek
Az előzőekben foglaltakat nem kell alkalmaznia az adóév utolsó napján kis- és középvállalkozásnak minősülő adózónak a közös beszerzés és értékesítés érdekében létrehozott olyan kapcsolt vállalkozással - a versenyhátrány megszüntetése céljából - kötött tartós szerződésre, amely kapcsolt vállalkozásban a kis- és középvállalkozások szavazati joga együttesen meghaladja az 50 százalékot.

### Szokásos piaci haszon
A szokásos haszon az a haszon, amelyet összehasonlítható tevékenységet végző független felek összehasonlítható körülmények között elérnek.

## Transzferár-nyilvántartás

### Kötelezettség
Az adóév utolsó napján kisvállalkozásnak nem minősülő gazdasági társaság, egyesülés, európai részvénytársaság, szövetkezet, európai szövetkezet és külföldi vállalkozó (kivéve a közhasznú, kiemelkedően közhasznú nonprofit gazdasági társaságot, és azt az adózót, amelyben az állam rendelkezik közvetlenül vagy közvetve többségi befolyással), a bevallás benyújtásáig köteles az e törvény felhatalmazása alapján kiadott miniszteri rendelet előírásai szerint rögzíteni a szokásos piaci árat, az annak meghatározásánál általa alkalmazott módszert, valamint az azt alátámasztó tényeket és körülményeket.
2015. október 27-i hatályos állapot szerinti nyilvántartási, dokumentációs kötelezettség és mentességek:
Nyilvántartás készítésii kötelezettség terheli a társasági adóról és az osztalékadóról szóló 1996. évi LXXXI. törvény (a továbbiakban: Tao.) 18. § (5) bekezdésében felsorolt adóalanyt, ha kapcsolt vállalkozásával [Tao. 4. § 23. pont] kötött hatályos szerződése, megállapodása (a továbbiakban: szerződése) alapján az adóévben teljesítés történt. Ha az adózó kapcsolt vállalkozásával a kapcsolt vállalkozási jogviszonyuk keletkezését megelőzően kötött szerződést, az e rendelet szerinti nyilvántartást akkor köteles elkészíteni, ha a szerződés bármely lényeges feltételét módosítják, vagy olyan egyéb változás következik be, amelyet független felek az ár meghatározásánál érvényesítenek vagy érvényesítenének
Mentességek a nyilvántartás készítési kötelezettség alól: 
1. Ha a szerződés alapján történő teljesítések értéke az adóévben (általános forgalmi adó nélkül számított) szokásos piaci áron az 50 millió forintot nem haladja meg, azzal, hogy az értékhatár megállapításánál - az összevonás tényétől függetlenül - az összevonható (pl. nagyon hasonló) szerződések alapján történő teljesítések értékét együttesen kell figyelembe venni.
2. Ha az adózó magánszeméllyel nem egyéni vállalkozóként köt szerződést
3. Ha az adózó a Társasági Adó törvény 18. § (3) bekezdésében foglaltaknak megfelelő kis- és középvállalkozás
4. Az adózónak nem kell ilyen nyilvántartást készítenie, ha azon ellenőrzött ügylettel kapcsolatban, amelynek vonatkozásában az adózás rendjéről szóló 2003. évi XCII. törvény (a továbbiakban: Art.) 132/B. §-a szerint a szokásos piaci árat az állami adóhatóság határozatban megállapította, a kérelem benyújtásának adóévétől annak az adóévnek az utolsó napjáig, amelyben a határozat érvényessége megszűnik, feltéve, hogy a határozatban rögzített tényállás ezen időszakban változatlanul fennáll
5. Ingyenes pénzeszközátadás és -átvétel kapcsán
6. A szolgáltatás, termékértékesítés ellenértékének kapcsolt vállalkozás vagy kapcsolt vállalkozások részére változatlan összegben, illetve értékben történő átterhelésének esetében, feltéve, hogy a szolgáltatást nyújtó, termékértékesítő társaság az adózóval, külföldi személlyel, vagy a költséget viselő féllel kapcsolt vállalkozási viszonyban nem áll

Nem terheli nyilvántartás készítési kötelezettség az adózót a tőkepiacról szóló törvény szerinti tőzsdei ügylet, továbbá meghatározott összegben rögzített hatósági ár vagy jogszabályban meghatározott más ár alkalmazása esetében. Az adózó ebben az esetben nem mentesül az e rendelet szerinti nyilvántartási kötelezettség alól bennfentes kereskedelem és tisztességtelen árfolyam-befolyásolás, illetve jogszabály megsértésével alkalmazott ár esetében.
2018.01.01-től úgynevezett többszintes nyilvántartási kötelezettséget vezettek be. Ehhez kapcsolódóan bevezették az úgynevezett CbC jelentéstételi kötelezettséget, illetve ennek az egésznek a bejelentési kötelezettségét, ami jellemzően nagyobb cégcsoportokat érint (adott csoportszintű bevétel fölött).

### Szankciók
Az adózó a szokásos piaci ár meghatározásával összefüggő nyilvántartási kötelezettségének megsértése (a jogszabályokban előírt bizonylatok kiállítását, illetve könyvek, nyilvántartások vezetését elmulasztja, a bizonylatokat az előírásoktól eltérően állítja ki, a könyveket, nyilvántartásokat hiányosan vagy az előírásoktól eltérően vezeti vagy a számviteli törvényben meghatározott pénzkezelési szabályzatra vonatkozó rendelkezéseket megsérti), illetve e nyilvántartással összefüggő iratmegőrzési kötelezettségének megsértése esetén nyilvántartásonként (összesített nyilvántartásonként) 2 millió forintig terjedő mulasztási bírsággal sújtható. Ismételt jogsértés esetén 4 millió forintig terjedhet a mulasztási bírság. A CbC-vel kapcsolatos bejelentési kötelezettség elmulasztása 20 millió forintos bírsággal járhat.

## Adóhatósági ármegállapítás
Az állami adóhatóság kérelemre határozatban állapítja meg a kapcsolt vállalkozási viszonyban álló társaságok közötti jövőbeni ügyletben érvényesíthető szokásos piaci ár meghatározásakor alkalmazandó módszert, a megállapítás alapjául szolgáló tényeket, körülményeket, valamint ha meghatározható, a szokásos piaci árat, ártartományt (szokásos piaci ár).
A határozat érvényességéhez minden, a jogügylet megkötésében érintett kapcsolt vállalkozás nyilatkozata, illetőleg kétoldalú vagy többoldalú eljárás esetén az eljárás lefolytatására az állami adóhatóság és az illetékes külföldi hatóság közötti megállapodás megkötése szükséges.
A szokásos piaci ár megállapítása iránti eljárás egyoldalúan, kétoldalúan, illetőleg többoldalúan folytatható le. Ha az ügyletre külföldi állam jövedelemadózást érintő jogszabályát is alkalmazni kell, a kapcsolt vállalkozás kérelmében megjelöli, hogy a szokásos piaci ár megállapítására egyoldalú, kétoldalú, illetőleg többoldalú eljárást választ.
A kérelmet a szokásos piaci ár meghatározásával összefüggő nyilvántartási kötelezettségről szóló külön jogszabály alapján készítendő nyilvántartással megegyező tartalommal adótanácsadó, adószakértő, okleveles adószakértő vagy ügyvéd ellenjegyzésével, három példányban kell az állami adóhatósághoz benyújtani. A kérelemhez csatolni kell az előterjesztő nyilatkozatát arról, hogy a kérelemben megjelölt tényállás megfelel a valóságnak.
A szokásos piaci ár megállapítására irányuló eljárás díjköteles, a díj
a) egyoldalú eljárás esetén legalább 5 millió forint, legfeljebb 12 millió forint,
b) kétoldalú eljárás esetén legalább 10 millió forint, legfeljebb 17 millió forint,
c) többoldalú eljárás esetén legalább 15 millió forint, legfeljebb 20 millió forint.

## Külső hivatkozás
- [halott link]